# STS-61-B
STS-61-B (Space Transportation System-STS-61-B) var rumfærgen Atlantis anden rumfærgeflyvning. Opsendt 26. november 1985 og vendte tilbage den 3. december 1985.
Hovedformålet var at sætte kommunikationssatellitterne Morelos-B, AUSSAT-2 og  SATCOM KU-2 i kredsløb.

## Besætning
- Brewster Shaw (kaptajn)
- Bryan O'Connor (pilot)
- Mary Cleave (1. missionsspecialist)
- Sherwood Spring (2. missionsspecialist)
- Jerry Ross (3. missionsspecialist)
- Rodolfo Neri Vela (1. nyttelastspecialist)
- Charles Walker (2. nyttelastspecialist)

## Missionen
- Morelos-B
- SATCOM Ku-2
- Rumfærgens besætning

Hovedartikler: